# Pamiętnik Lwowski
„Pamiętnik Lwowski” – polski miesięcznik wydawany w latach 1816–1819 we Lwowie.

## Historia
Zakulisowym inicjatorem powstania zarówno „Pamiętnika Lwowskiego”, jak i „Pamiętnika Warszawskiego” oraz „Dziennika Wileńskiego”, był Adam Kazimierz Czartoryski. Jego ideą było podtrzymanie i rozwój ruchu piśmienniczego celem scalania tożsamości narodowej w epoce zaborów. Jako polityk zdawał sobie sprawę, iż czasopisma są doskonałym narzędziem oddziaływania na szerokie rzesze potencjalnych czytelników, co przekłada się na kształtowanie opinii publicznej.
Pierwsze zapowiedzi utworzenia „Pamiętnika Lwowskiego” wyszły od Józefa Dzierzkowskiego. Choć zapowiadał utworzenie nowego czasopisma od stycznia 1816 roku, to jeszcze w listopadzie 1815 nie miał redaktora, które by je prowadził, mimo że szukał nie tylko we Lwowie, ale również m.in. w Warszawie.
Czasopismo zostało założone przez Karola Wilda, przez którego było także finansowane. Redaktorem został Karol Łopuszański. Do założenia czasopisma przyczynił się także Bruno Kiciński. Pierwszy numer ukazał się w styczniu 1816 roku. Jednym z głównym problemów, z jakim od początku zmagał się periodyk, było znalezienie stałych współpracowników ze względu na bardzo niski poziom znajomości języka polskiego wśród lwowskiej młodzieży, o czym wspominał już Józef Dzierzkowski w 1815 roku, twierdząc, że problemem jest to, iż język uczony w szkołach nie jest językiem narodowym.
Pod koniec 1816 roku Karol Wild zapowiedział zmianę redaktora naczelnego, którym został zatrudniony w 1817 roku Adam Tomasz Chłędowski. Według niektórych źródeł, Adam Tomasz Chłędowski dołączył do „Pamiętnika Lwowskiego” już w 1816 roku, a m.in. Wielka encyklopedia powszechna podaje, że był on redaktorem „Pamiętnika Lwowskiego” w latach 1816–1819. Alina Słomkowska zwraca uwagę, że jest to błędna informacja, co potwierdza Janusz Śniadecki na podstawie analizy „Pamiętnika Lwowskiego”, a także pamiętników bratanka Adama Tomasza Chłędowskiego – Kazimierza Chłędowskiego. Informację tę potwierdza także Rocznik Teatru Polskiego we Lwowie z 1822 roku.
W 1818 roku rozpoczęto drukowanie publikacji biograficznych na podstawie zbiorów bibliotek prywatnych i publicznych. Artykuły dotyczyły opisu dzieł pominiętych w pracach Jerzego Samuela Bandtkiego i Feliksa Jana Bentkowskiego, jednak szybko zostały wycofane na prośbę czytelników, którzy nie interesowali się sprawami biograficznymi.
Po śmierci Karola Łopuszańskiego (11 maja 1818 roku) do redakcji dołączył Walenty Chłędowski, który rok później został jego redaktorem naczelnym, po przeprowadzce do Warszawy Adama Tomasza Chłędowskiego.
W 1818 roku współpracownikiem pisma została też żona Adama Tomasza Chęłdowskiego – Cecylia z Narbuttów.
W 1819 liczba prenumeratorów wynosiła 263 osób, z czego 100 spoza Galicji. Pismo przestało się ukazywać wraz z końcem 1819 roku. Powodem zaprzestania wydawania czasopisma był zbyt mały krąg czytelników oraz za mało liczny zespół współpracowników.

## Kontynuacje

### „Pszczoła Polska”
Jako że Walenty Chłędowski nie mógł pogodzić się z zamknięciem czasopisma, w miejsce „Pamiętnika Lwowskiego” powstał nowy magazyn – „Pszczoła Polska”, którą również finansował Karol Wild. Tworzący w niej autorzy mieli pochodzić nie tylko z Lwowa, ale także z Wołynia.
Walenty Chłędowski, zapowiadając prenumeratorom Pamiętnika utworzenie nowego tytułu, tak tłumaczył zmianę pod koniec 1819 roku: „Redakcja Pamiętnika w przekonaniu, iż tam, gdzie jedno tylko tego rodzaju pismo perjodyczne istnieje, takowe powinno rozliczonością przedmiotów i ich wyborem celować, umyśliła, wezwaniem wielu światłych ludzi zachęcona, treść tego pisma i jego dążność więcej do użytnośći powszechnej, i oświaty wieku zastosować... Treść tego pisma, będąc rozliczną i obejmując w sobie przedmioty, tyczące się tak ojczystej jak i innych narodów literatury, nadała temu pismu tytuł Pszczoła Polska, jako symbol zgromadzenia wszystkiego, co tylko jest dobrem, pożytecznem i przyjemnem, równie dla okazania, że przy swoim rozlicznym i nowym zakresie, może się jej także zdarzyć, że żądła potrzebować będzie”.
Głównymi różnicami między „Pamiętnikiem Lwowskim” a „Pszczołą Polską” było rozszerzenie tytułu o biogramy mało znanych uczonych Polaków, często wraz z charakterystyką i przedrukami ich utworów i mów, a także rozszerzenie działu recenzji sztuk teatralnych na wiadomości spoza sceny lwowskiej, również zagraniczne.
Mimo większej popularności powstało tylko 12 numerów nowego czasopisma. Liczba prenumeratorów nie przekroczyła 260, przez co nie ukazało się ono już w 1821 roku.

### „Pamiętnik Galicyjski”
W lipcu 1821 roku Karol Wild utworzył „Pamiętnik Galicyjski”, który zaraz po ogłoszeniu posiadał 149 prenumeratorów, z czego 11 w Warszawie i Krakowie. Walenty Chłędowski wyjechał śladem braci do Warszawy, toteż redakcją zajęli się Ferdynand Chotomski i Eugeniusz Brocki. Nie udało im się pozyskać wystarczającej liczby współpracowników, aby czasopismo mogło się regularnie ukazywać, przez co ono również przestało działać po sześciu miesiącach istnienia.

## Treść i autorzy
„Pamiętnik Lwowski” miał charakter społeczno-kulturalny, a także literacki. Artykuły zamieszczane na łamach gazety dotyczyły tematyki historycznej, poruszały problemy ekonomiczne i społeczne. Znajdowały się w nim także teksty literackie, zarówno oryginalne, jak i przekłady, w tym nowele, opowiadania, wiersze, biografie, jak i recenzje: literackie i teatralne.
Celem działania magazynu było prowadzenie walki o zachowanie polskiej kultury narodowej na ziemiach dawnej Rzeczypospolitej. Kwestie podejmowane przez Dziennik Lwowski to m.in. problem upowszechnienia oświaty na wsi, postępy w przemyśle i stosowanie szerszych usprawnień dla mniejszości narodowych, a także propagowanie najnowszych wiadomości o kulturze, historii i literaturze polskiej. Na początku działania magazynu starano się obok idei oświeceniowej wprowadzać rozrywkę, m.in. w sekcji Rozmaite rzeczy, w której umieszczano opowiadania o ukrytej treści moralnej. Idea ta jednak nie odpowiadała czytelnikom, przez co w 1817 zastąpiły ją ciekawostki zbierane z całego świata, niektóre miały charakter poważny, inne humorystyczny.
Przedrukowywano teksty z „Dziennika Wileńskiego”, który dla braci Chłędowskich był „niedoścignionym wzorem”.

### Twórcy
|    | Imię i nazwisko        | Lata      |
| -- | ---------------------- | --------- |
| 1. | Karol Łopuszański      | 1816–1817 |
| 2. | Adam Tomasz Chłędowski | 1817–1818 |
| 3. | Walenty Chłędowski     | 1818–1819 |

Na łamach „Pamiętnika Lwowskiego” debiutował Stanisław Jaszowski, a także Antonina Krechowiecka, która w swoich artykułów odnosiła się do tematyki młodych kobiet z warstwy ziemiańskiej.
Stali współpracownicy magazynu:
- Jan Nepomucen Kamiński, tłumacz m.in. Friedricha Schillera[4],
- Bruno Kiciński, tłumacz Owidiusza[4],
- Zorian Dołęga Chodakowski[5],
- Joseph Mauss[4],
- Adam Kłodziński, zajmował się literaturą i teatrem[4],
- Hipolit Błotnicki, zajmował się literaturą i teatrem[4].

Zamieszczane były też utwory Józefa Brykczyńskiego, Antoniego Góreckiego.